# Luesma
Luesma is een gemeente in de Spaanse provincie Zaragoza in de regio Aragón met een oppervlakte van 29 km². Luesma telt 35 inwoners (1 januari 2016).

## Demografische ontwikkeling
Bron: INE, 1857-2011: volkstellingen
Abanto · Acered · Agón · Aguarón · Aguilón · Ainzón · Aladrén · Alagón · Alarba · Alberite de San Juan · Albeta · Alborge · Alcalá de Ebro · Alcalá de Moncayo · Alconchel de Ariza · Aldehuela de Liestos · Alfajarín · Alfamén · Alforque · Alhama de Aragón · Almochuel · La Almolda · Almonacid de la Cuba · Almonacid de la Sierra · La Almunia de Doña Godina · Alpartir · Ambel · Anento · Aniñón · Añón de Moncayo · Aranda de Moncayo · Arándiga · Ardisa · Ariza · Artieda · Asín · Atea · Ateca · Azuara · Badules · Bagüés · Balconchán · Bárboles · Bardallur · Belchite · Belmonte de Gracián · Berdejo · Berrueco · Biel · Bijuesca · Biota · Bisimbre · Boquiñeni · Bordalba · Borja · Botorrita · Brea de Aragón · Bubierca · Bujaraloz · Bulbuente · Bureta · El Burgo de Ebro · El Buste · Cabañas de Ebro · Cabolafuente · Cadrete · Calatayud · Calatorao · Calcena · Calmarza · Campillo de Aragón · Carenas · Cariñena · Caspe · Castejón de Alarba · Castejón de las Armas · Castejón de Valdejasa · Castiliscar · Cervera de la Cañada · Cerveruela · Cetina · Chiprana · Chodes · Cimballa · Cinco Olivas · Clarés de Ribota · Codo · Codos · Contamina · Cosuenda · Cuarte de Huerva · Cubel · Las Cuerlas · Daroca · Ejea de los Caballeros · Embid de Ariza · Encinacorba · Épila · Erla · Escatrón · Fabara · Farlete · Fayón · Los Fayos · Figueruelas · Fombuena · El Frago · El Frasno · Fréscano · Fuendejalón · Fuendetodos · Fuentes de Ebro · Fuentes de Jiloca · Gallocanta · Gallur · Gelsa · Godojos · Gotor · Grisel · Grisén · Herrera de los Navarros · Ibdes · Illueca · Isuerre · Jaraba · Jarque de Moncayo · Jaulín · La Joyosa · Lagata · Langa del Castillo ·  Layana · Lécera · Lechón · Leciñena · Letux · Litago · Lituénigo · Lobera de Onsella · Longares · Longás · Lucena de Jalón · Luceni · Luesia · Luesma · Lumpiaque · Luna · Maella · Magallón · Mainar · Malanquilla · Maleján · Mallén · Malón · Maluenda · Manchones · Mara · María de Huerva · Marracos · Mediana de Aragón · Mequinenza · Mesones de Isuela · Mezalocha · Mianos · Miedes de Aragón · Monegrillo · Moneva · Monreal de Ariza · Monterde · Montón · Morata de Jalón · Morata de Jiloca · Morés · Moros · Moyuela · Mozota · Muel · La Muela · Munébrega · Murero · Murillo de Gállego · Navardún · Nigüella · Nombrevilla · Nonaspe · Novallas · Novillas · Nuévalos · Nuez de Ebro · Olvés · Orcajo · Orera · Orés · Oseja · Osera de Ebro · Paniza · Paracuellos de Jiloca · Paracuellos de la Ribera · Pastriz · Pedrola · Las Pedrosas · Perdiguera · Piedratajada · Pina de Ebro · Pinseque · Los Pintanos · Plasencia de Jalón · Pleitas · Plenas · Pomer · Pozuel de Ariza · Pozuelo de Aragón · Pradilla de Ebro · Puebla de Albortón · La Puebla de Alfindén · Puendeluna · Purujosa · Quinto · Remolinos · Retascón · Ricla · Romanos · Rueda de Jalón · Ruesca · Sabiñán · Sádaba · Salillas de Jalón · Salvatierra de Esca · Samper del Salz · San Martín de la Virgen de Moncayo · San Mateo de Gállego · Santa Cruz de Grío · Santa Cruz de Moncayo · Santa Eulalia de Gállego · Santed · Sástago · Sediles · Sestrica · Sierra de Luna · Sigüés · Sisamón · Sobradiel · Sos del Rey Católico · Tabuenca · Talamantes · Tarazona · Tauste · Terrer · Tierga · Tobed · Torralba de los Frailes · Torralba de Ribota · Torralbilla · Torrehermosa · Torrelapaja · Torrellas · Torres de Berrellén · Torrijo de la Cañada · Tosos · Trasmoz · Trasobares · Uncastillo · Undués de Lerda · Urrea de Jalón · Urriés · Used · Utebo · Val de San Martín · Valdehorna · Valmadrid · Valpalmas · Valtorres · Velilla de Ebro · Velilla de Jiloca · Vera de Moncayo · Vierlas · Villadoz · Villafeliche · Villafranca de Ebro · Villalba de Perejil · Villalengua · Villamayor de Gállego · Villanueva de Gállego · Villanueva de Huerva · Villanueva de Jiloca · Villar de los Navarros · Villarreal de Huerva · Villarroya de la Sierra · Villarroya del Campo · La Vilueña · Vistabella · La Zaida · Zaragoza · Zuera